# Unidos do Buritizal
O Grêmio Recreativo Cultural Academia de Samba Unidos do Buritizal é uma escola de samba do carnaval do Amapá. Sua sede fica na cidade de Macapá.
O Grêmio Recreativo Cultural Acadêmico Escola de Samba Unidos do Buritizal, em 22 de julho de 1990 por um grupo de amigos por um grupo de professores que se reunião aos domingos na residência da Professora Cila França Trindade, na época diretora da Escola Sebastiana Lenir de Almeida. O local de fundação da Unidos do Buritizal foi na Avenida Anhanguera 1407, Bairro do Buritizal. Estavam reunidos na ocasião Cila Franca, Nair França, Arcilene França, Ricardo Mesquita, Graça Monteiro, Cabo Plinio e Almir Maciel onde receberam a visita de Reginaldo Costa França e do senhor Filomeno Araújo fundador e integrante da Escola de Samba Rancho Não Posso me Amofinar, de Belém do Pará. Trazendo a ideia da fundação de mais uma Escola de Samba no Amapá, seu Filomeno havia feito uma pesquisa e achou que o Buritizal era o bairro ideal para ser fundada uma Escola de Samba que representasse o Bairro. Da reunião de fundação saiu à denominação da entidade, as cores e seu primeiro Presidente que foi Reginaldo França. A Unidos do Buritizal possui grande tradição artístico-cultural envolvendo simpatizantes e toda comunidade local. A Escola já revelou grandes nomes para o carnaval amapaense Cila França (“a tia Cila”), Orlens Braga que chegando a Presidência da LIESA, o carnavalesco Helton Jucá, os compositores e interpretes Ivo Cannuti e Taisson Tiassu e o Diretor de Carnaval Clovis Junior. ENREDOS APRESENTADOS PELO GREMIO RECREATIVO CULTURAL ACADEMIA DE SAMBA UNIDOS DO BURITIZAL 1991 – UMA VIAGEM AO MUNDO DA FANTASIA. 1992 _ ALCY ARAÚJO, O POETA DO CAIS. 1993_ CRIANÇA ESPERANÇA NO PAÍS DA ILUSÃO 1994 _ FESTA DE SÃO TIAGO TRADIÇÃO DE UM POVO 1995_ BUM- BUM BURITI (HOMENAGEM AO BAIRRO DO BURITIZAL) 1996_ BEIJA FLOR 1997_ LENDAS E MITOS DAS TERRAS DE SANTA ANA. 1998- O OLIMPO É A AMAZÔNIA 1999- AFUÁ A VENEZA MARAJOARA (HOMENAGEM AO MUNICÍPIO DE ÁFUA). AVENIDA IVALDO VERAS, BARRACÃO 01, S/N CNPJ: 34.927.087/0001-69 GREMIO RECREATIVO E CULTURAL ACADEMIA DE SAMBA UNIDOS DO BRITIZAL FUNDADA EM 22 DE JULHO DE 1990. 2000- DE BRAÇOS ABERTO PARA O NORDESTE A GRANDEZA DE UM POVO CABRA DA PESTE 2001_ NILSON MONTORIL, O BALUARTE QUE A VIDA ESCULPIU 2002_ NAS CORES DA TV EU VI CRESCER 2003_ CANTO E POESIA, A TRAJETÓRIA DE UM POETA 2004_ LENDAS, MITOS E CRENDICE DO POVO AMAPAENSE 2005_ DE SUA TERRA EFETIVAMENTE SAIU NAVEGOU E CAMINHOU POR AI AFORA AQUI CHEGOU CONSTRUIU ETC ,ETC E TAL 2006_ SONHO ENCANTADO E MAGIA, CILA TRINDADE A FINA FLOR DO BURITI 2007_ SE REPETE A HOMENAGEM AO COMANDANTE BARCELLOS 2008- PELOS CAMINHOS TUCUJUS. 2009_ BUM BUM BURITI, MINHA VIDA, MEU AMOR 2010_ É POP É ROCK E TOQUE É TUM É OLODUM. 2012_ O UNIVERSO AZUL. 2013_ DA CAPADÓCIA PARA O MUNDO, SALVE JORGE, E OS GUERREIROS DE OGUM YÊ. 2014_ ESSA TRIBO É MINHA RUA, MINHA E TUA BURITI. 2015_ O ADMIRÁVEL UNIVERSO DE LEONIL AMANAJÁS, UMA HISTÓRIA VERSADA EM AZUL E BRANCO 2020_ A FÉ NOSSA DE CADA DIA: OS CAMINHOS SÃO MUITOS, MAS O PONTO DE CHEGADA É UM SÓ.

## Segmentos

### Presidentes
| Período   | Presidente            | Ref.  |
| --------- | --------------------- | ----- |
| 2012-2023 | Rogério Braga Furtado | [ 3 ] |
| 2010-2012 | Adilson Furtado       | [ 4 ] |

### Presidentes de honra
| Período | Presidente           | Ref.  |
| ------- | -------------------- | ----- |
|         | Cila França Trindade | [ 3 ] |
|         | Rogério furtado      |       |

### Diretores
| Ano       | Diretor de Carnaval | Diretor geral de harmonia       | Mestre de bateria                | Ref.  |
| --------- | ------------------- | ------------------------------- | -------------------------------- | ----- |
| 2014      | Junior Jucá         | Jackson Pereira e Vinícius Leal | Mestre Maniçoba                  | [ 1 ] |
| 2020/2023 | Clovis jr           |                                 | Mestre Renatinho/Mestre maniçoba |       |

### Coreógrafo
| Ano  | Nome                       | Ref.  |
| ---- | -------------------------- | ----- |
| 2013 | Reinaldo de Souza Figueira | [ 3 ] |
| 2023 | Diego moraes               |       |

### Casal de Mestre-sala e Porta-bandeira
| Ano       | Nome                            | Ref.  |
| --------- | ------------------------------- | ----- |
| 2014/2020 | Marcio Bernadino e Jessica Anny | [ 1 ] |
| 2023      | Jack pessanha/Vinicius pessanha |       |

### Rainhas de bateria
| Período | Nome             | Ref.  |
| 2014    | Diniele Duarte   | [ 5 ] |
| 2015    | Vitoria coutinho |       |
| 2020    | Leticia          |       |
| 2023    | Girlene Barros   |       |

## Carnavais
| Unidos do Buritizal        | Unidos do Buritizal        | Unidos do Buritizal        | Unidos do Buritizal                                                                                | Unidos do Buritizal        | Unidos do Buritizal     |       |
| Ano                        | Colocação                  | Grupo                      | Enredo                                                                                             | Carnavalesco               | Ref.                    |       |
| -------------------------- | -------------------------- | -------------------------- | -------------------------------------------------------------------------------------------------- | -------------------------- | ----------------------- | ----- |
| 1997                       | Campeã                     | Acesso                     | Lendas e Mitos nas Terras de Santa Ana                                                             |                            | Ivo Cannuty             |       |
| 1998                       | 4º lugar                   | Especial                   | O Olimpo é a Amazônia                                                                              |                            | Ivo Cannuty             |       |
| 1999                       | 3º lugar                   | Especial                   | Afuá, A Veneza Marajoara                                                                           |                            | Ivo Cannuty             |       |
| 2000                       | 4º lugar                   | Especial                   | Buritizal no Nordeste, cabra da peste                                                              |                            | Ivo Cannuty             |       |
| 2001                       | 8º lugar                   | Especial                   | Nilson Montoril, o baluarte que a sabedoria Agradece                                               |                            | Ivo Cannuty             |       |
| 2002                       | 4º lugar                   | Especial                   | Nas Cores da TV, Vi Crescer                                                                        |                            | Ivo Cannuty             |       |
| Não desfilou em 2003.      | Não desfilou em 2003.      | Não desfilou em 2003.      | Não desfilou em 2003.                                                                              | Não desfilou em 2003.      | Ivo Cannuty             |       |
| 2004                       | 5º lugar                   | Especial                   | Um Mergulho no Fantástico Mundo das Lendas, Mitos e Crendices do Povo Amazônida                    |                            | Ivo Cannuty             |       |
| Não houve desfile em 2005. |                            |                            | |                            |                         |       |
| 2006                       | Vice-campeã                | Acesso                     | |                            | Ivo Cannuty             |       |
| 2007                       | Vice-campeã                | Acesso                     | De Sua Terra Saiu, Navegou por Aí a Fora. Aqui Chegou, Construiu, Etc e Tal                        |                            | Ivo Cannuty             |       |
| 2008                       | 3° lugar                   | Acesso                     | Pelos Caminhos Tucuju                                                                              |                            | Ivo Cannuty             |       |
| 2009                       | Vice-campeã                | Acesso                     | Bum, Bum, Buriti. Meu Lugar, o Meu Amor                                                            |                            | Ivo Cannuty             |       |
| 2010                       | Campeã                     | Acesso                     | É Pop, é Rock, é Toque, é Tum. É Olodum                                                            |                            | Ivo Cannuty             |       |
| Não houve desfile em 2011. | Não houve desfile em 2011. | Não houve desfile em 2011. | Não houve desfile em 2011.                                                                         | Não houve desfile em 2011. | Ivo Cannuty             |       |
| 2013                       |                            | Especial                   | Da Capadócia para o mundo, Salve Jorge! E os guerreiros de Ogum Yê                                 |                            | Ivo Cannuty             |       |
| 2014                       | Campeã                     | Acesso                     | Essa Tribo é Minha Rua, Minha e Tua Buriti                                                         | Clovis Junior              | Ivo Cannuty e Nego Dito | [ 1 ] |
| 2015                       | 4º                         | Especial                   | O admirável universo de Leonil Amanajás, uma história versada em azul e branco                     |                            | Ivo cannuty             |       |
| 2020                       | 5º                         | Especial                   | A fé nossa de cada dia: os caminhos sao muitos, mas o ponto de chegada é um só                     | Clovis jr                  | Albe matos              |       |
| 2023                       | Vice-campeã                | Especial                   | Ave senhora cila, a estrela maior da constelação sangue azul rogai por nós filhos seus             | Clovis jr                  | Bruno costa             |       |
| 2024                       | 6º lugar                   | Especial                   | Sorria você está no buriti e nessa noite de magia não há tristeza que eu não transforme em alegria | Marcelo zona sul           | [ 6 ]                   |       |

| 2025 | campeão | acesso | Sou caboclo ribeirinho de corpo alma e verdade sou macapaba eis a minha identidade |  | [ 6 ] |